# Geldungur
Geldungur är en liten ö i ögruppen Västmannaöarna, som är 0,02 km². Ön är obebodd.